# Maninita
Maninita (auch: Naoonoho) ist eine unbewohnte Insel in der tonganischen Inselgruppe Vavaʻu.

## Geographie
Maninita ist ein Motu im Südosten von Vavaʻu. Sie ist die südlichste Insel des eigentlichen Archipels. Hakaufusi im Süden ist weit abgelegen und durch die Lalalomei Bank getrennt. Die nächstgelegenen Inselchen sind Taula und Lua Loli, sowie Luatafito.im Nordosten.

## Klima
Das Klima ist tropisch heiß, wird jedoch von ständig wehenden Winden gemäßigt. Ebenso wie die anderen Inseln der Vavaʻu-Gruppe wird Maninita gelegentlich von Zyklonen heimgesucht.